# Niaohe (sockenhuvudort i Kina, Heilongjiang Sheng, lat 45,90, long 127,46)
Niaohe (kinesiska: 鸟河, 鸟河乡) är en sockenhuvudort i Kina. Den ligger i provinsen Heilongjiang, i den nordöstra delen av landet, omkring 66 kilometer öster om provinshuvudstaden Harbin. Antalet invånare är 30 188. Befolkningen består av 14 686 kvinnor och 15 502 män. Barn under 15 år utgör 14,0 %, vuxna 15-64 år 78 %, och äldre över 65 år 7,0 %.
Runt Niaohe är det ganska tätbefolkat, med 144 invånare per kvadratkilometer. Närmaste större samhälle är Binzhou, 16,7 km söder om Niaohe. Trakten runt Niaohe består till största delen av jordbruksmark.
Genomsnittlig årsnederbörd är 853 millimeter. Den regnigaste månaden är juli, med i genomsnitt 166 mm nederbörd, och den torraste är januari, med 10 mm nederbörd.